# أماندا فلين
أماندا فلين (بالإنجليزية: Amanda Flynn)‏ هي عارضة أسترالية، ولدت في 1982.